# Euroroma
Ruch Polityczny „Euroroma” (bułg. Политическо движение „Евророма”, czyt. ewroromá) – największa bułgarska partia polityczna reprezentująca interesy mniejszości romskiej w Bułgarii. Na czele partii stoi były deputowany do Zgromadzenia Narodowego, Cwetelin Kynczew.

## Program polityczny
Podstawowe cele Euroromy obejmują:
- zapewnienie powszechnego dostępu do edukacji, szczególnie dla dzieci z ubogich rodzin,
- zagwarantowanie dostępu do usług medycznych,
- zapewnienie obywatelom zatrudnienia i ubezpieczenia dochodów,
- wprowadzenie reprezentacji romskiej na wszystkie szczeble władzy krajowej i w struktury Unii Europejskiej,
- konsolidację obywateli wokół budowy społeczeństwa obywatelskiego w kraju i w Unii Europejskiej.

Ponieważ Konstytucja Bułgarii zabrania tworzenia partii na podstawie odrębności etnicznej, członkiem Euroromy może każdy pełnoletni obywatel bułgarski. Stosownie do wymogów tzw. Paktu Stabilności dla Europy Południowo-Wschodniej ponad 30% osobowego zarządu partii stanowią Bułgarzy.

## Zarząd partii
Organem zarządzającym jest Rada Partii Euroroma, w skład której wchodzą:
- Cwetelin Kynczew – przewodniczący
- Ilija Kostow, Ali Haka Ali, Ilija Janew, Juliana Kynczewa, Aleksandyr Metodijew – zastępcy przewodniczącego
- Rosen Peszew – sekretarz
- Marija Kraewa – skarbnik
- Polina Petkowa – rzecznik
- dziesięciu przedstawicieli regionalnych

## Historia
Euroroma została założona 12 grudnia 1998 podczas ogólnonarodowego zebrania liderów społeczności romskich w Bułgarii. Przewodniczącym partii został wybrany Cwetelin Kynczew, deputowany na Zgromadzenie Narodowe 38. kadencji, członek Bułgarskiego Biznes Bloku i Eurolewicy. Euroroma wystartowała w wyborach samorządowych w 2003 zdobywając część mandatów radnych i zastępców burmistrzów w niektórych miastach. W wyborach do Zgromadzenia Narodowego 40. kadencji partia wystartowała samodzielnie, ale nie zdołała przekroczyć 4-procentowego progu wyborczego. Osiągnięty wynik (ok. 1,3%) zapewnił jednak partii dostęp do państwowych subwencji. Z listy Euroromy do Parlamentu próbował dostać się m.in. skandalizujący muzyk pochodzenia romskiego, Azis.